# Бошняк, Константин Карлович
Константин Карлович Бошняк (27 июля (7 августа) 1788 — 16 (28) ноября 1863) — участник Отечественной войны 1812 года, костромской губернский предводитель дворянства (1848—1851). Внук полковника, Саратовского коменданта времён Пугачевщины Ивана Константиновича Бошняка.

## Биография
Родился 27 июля (7 августа) 1788 года в семье премьер-майора Харьковского Лёгкого конного полка Карла Ивановича Бошняка; мать — Надежда Александровна, урождённая Анже. В семье были ещё сыновья: Александр (1786—1831) и Иван (1790—1813).
В 1793 году был зачислен вице-вахмистром в Конный полк. После окончания Пажеского корпуса был выпущен в 1806 году корнетом в Польско-Украинский уланский полк.
Участвовал в Отечественной войне 1812 года, командовал эскадроном; в его эскадроне служила под именем «корнета Александра» знаменитая «кавалерист-девица» Надежда Андреевна Дурова.
В 1814 году был произведён в ротмистры; 14 мая 1816 года вышел в отставку и поселился в селе Ушаково Костромского уезда.
С 1832 года пять раз (по три года) избирался нерехтским уездным предводителем дворянства; в 1848—1851 годах был костромским губернским предводителем дворянства.
Умер 16 (28) ноября 1863 года. Похоронен в селе Ушаково вместе с женой и Д. В. и А. Д. Черневыми.

### Семья
Жена — Екатерина Дмитриевна Чернева (05.11.1800—24.08.1857). У них было восемь детей — пять сыновей и три дочери, в их числе:
- Александр — участковый и мировой судья в Нерехтском уезде;
- Николай — морской офицер, участник Амурской экспедиции 1853—1855 гг.